# 栖霞寺舍利塔
栖霞寺舍利塔，位于中华人民共和国江苏省南京市栖霞区栖霞街道的栖霞寺内，是一座八角五层的密檐式舍利塔，同时也是中国境内现存最大的舍利塔。该塔相传始建于隋朝年间，最初为木塔，塔毁后于五代南唐时期重建为石塔。该塔通高15米，由须弥座、塔身、密檐、塔刹几部分组成。1988年，栖霞寺舍利塔被列为全国重点文物保护单位。

## 历史
栖霞寺舍利塔位于江苏省南京市栖霞区栖霞街道的栖霞寺中，在寺内大佛阁的右侧，其始建年代没有明文记载，相传该塔建于隋代仁寿二年（602年），隋文帝向全国83个州散舍利建塔的时期，其中栖霞寺位于83个州中的蒋州，最早为木塔，但原塔已毁。五代南唐年间，高樾、林仁肇重建该塔，是为现存石制舍利塔:39:163。该塔是南京市境内现存最古老的舍利塔，同时也成为了中国现存最大的舍利塔。

## 结构
栖霞寺舍利塔为一座密檐式石塔，八角五层，高15米。塔的底部为须弥座，底部为覆莲，覆莲上部为须弥座的束腰，其8个侧面上雕刻有“华严藏海”，其中有海水、亭台楼榭、水牛、龙等浮雕，其中正南、正西和东北三个方向的浮雕均被修补过。束腰部分雕刻有释迦八相图，顺序由西北侧至正西侧顺时针排列，依次为“乘象投胎”,“树下诞生、九龙浴佛”,“出城郊游”,“逾城离家、深山苦修”,“树下坐禅、河中沐浴、村女献乳”,“说法”,“降魔”,“涅盘和毗荼焚化”。
在束腰的正东面和正西面共计4根角柱上各有一条立龙雕塑，其中西北方向的立龙已经残缺，其余三个方向保存完好。须弥座顶部刻有3重仰莲，仰莲内隐约可见几尊伎乐造像。仰莲上方承托塔身。塔身平面为八角形，整体较高，所有拐角处均雕刻成柱子的形状，上方刻有偈语。正南正北两个方向均雕刻有塔门，东南和西南两面各雕刻有一尊天王造像，东北和西北两面各雕刻一尊力士造像。在塔身的最上方、密檐部分以下，每面各雕刻有2个飞天造像，造型各异。上方为密檐部分。密檐共计5层，挑出较远。每两层相邻的密檐之间的八面上，每面各开有2个佛龛，每个佛龛内各雕刻有1尊佛像。密檐部分上方为塔刹。:164:39

## 保护
1929年，栖霞寺舍利塔得以重修并大致恢复原貌，这次维修由香港的居士何东晓与张莲觉夫妇出资，刘敦桢设计，叶恭绰主持。1988年，栖霞寺舍利塔被列为全国重点文物保护单位。数百年间，由于年久失修而导致风化开裂，栖霞寺舍利塔上脱落了共计8块石头，其中最重的约有1吨重。1993年，国家文物局拨款对栖霞寺舍利塔展开维修，耗时一个月将这8块石头恢复原位。1993年，该工程通过验收，舍利塔重新对外开放。

## 图片

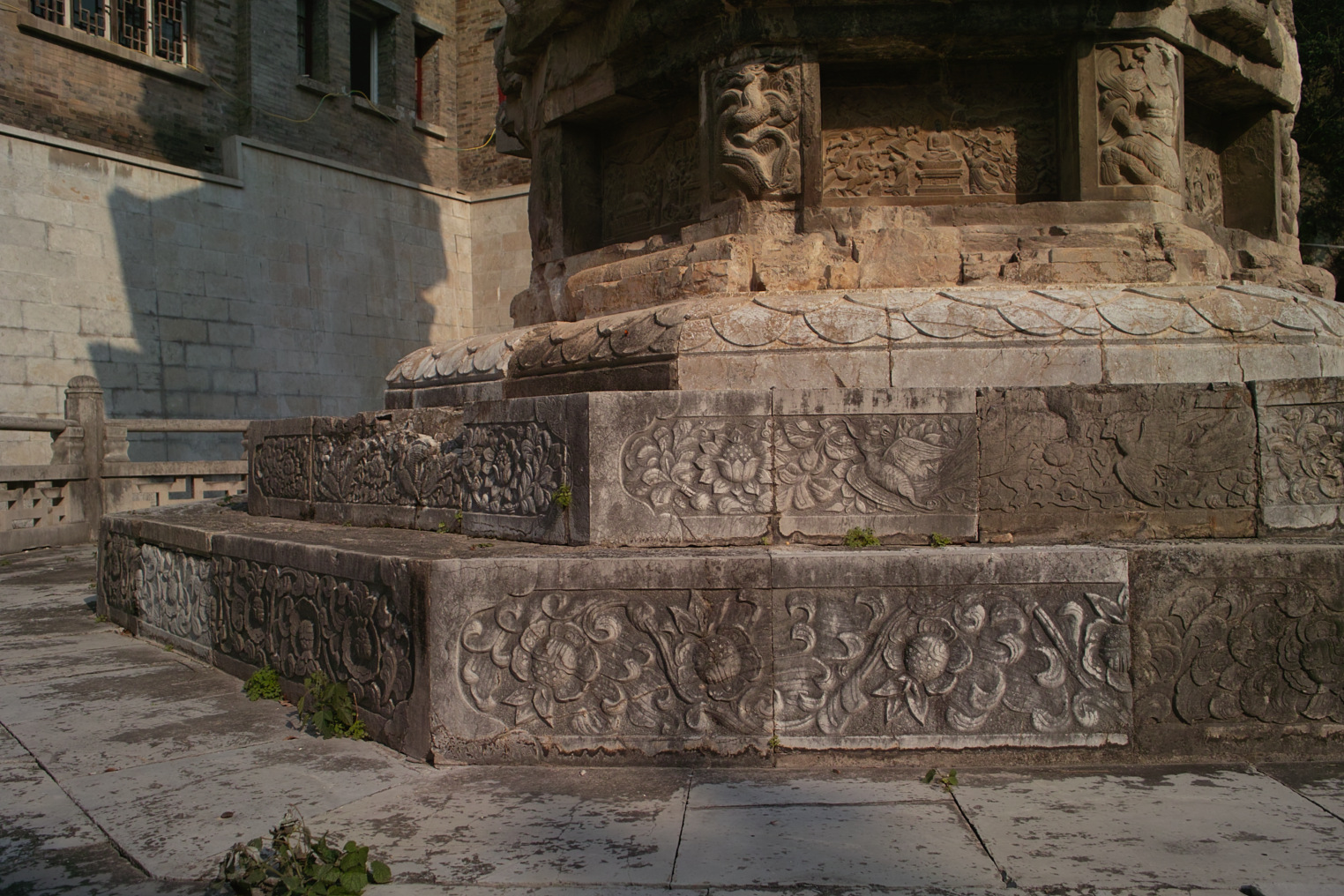
塔的基座
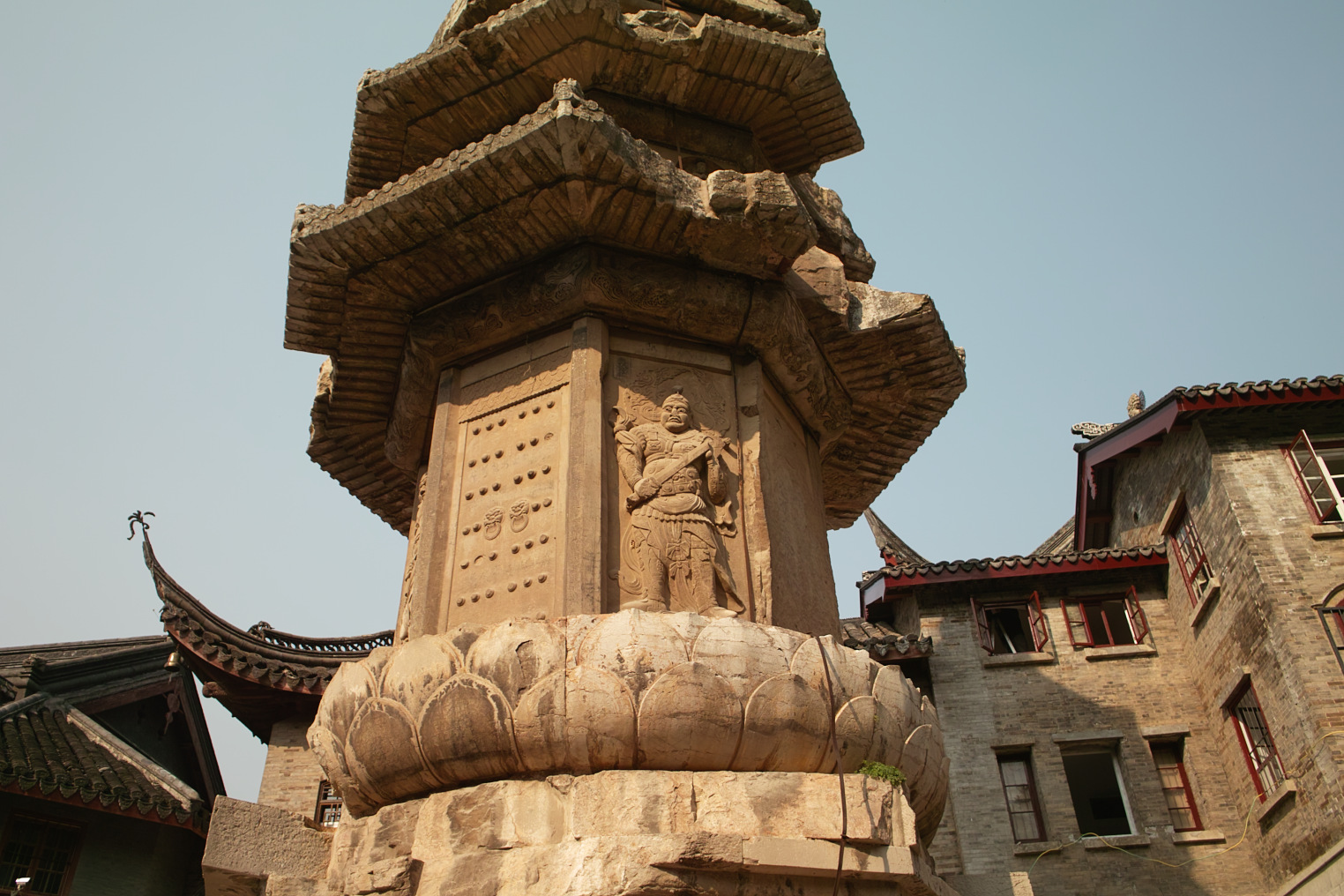
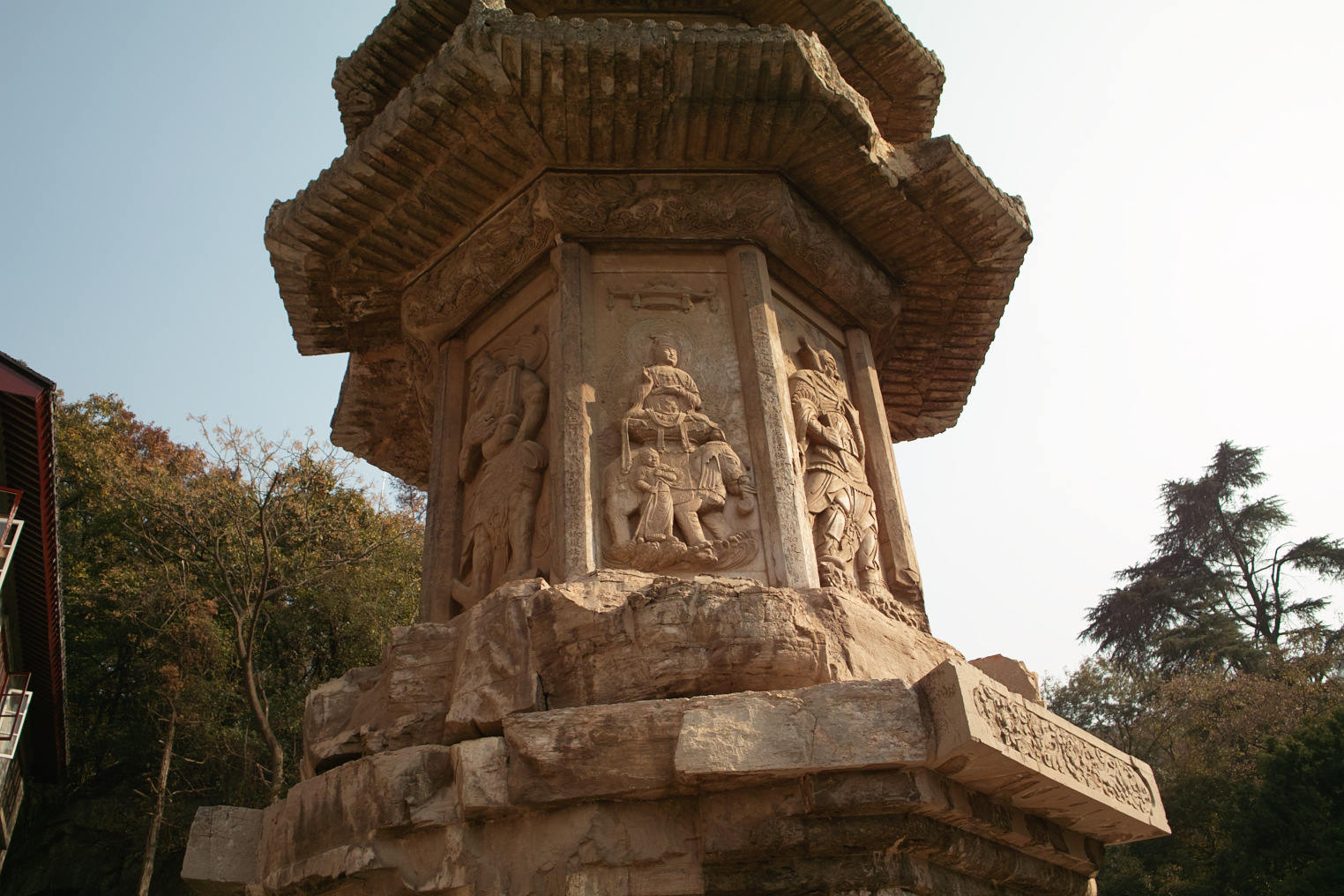
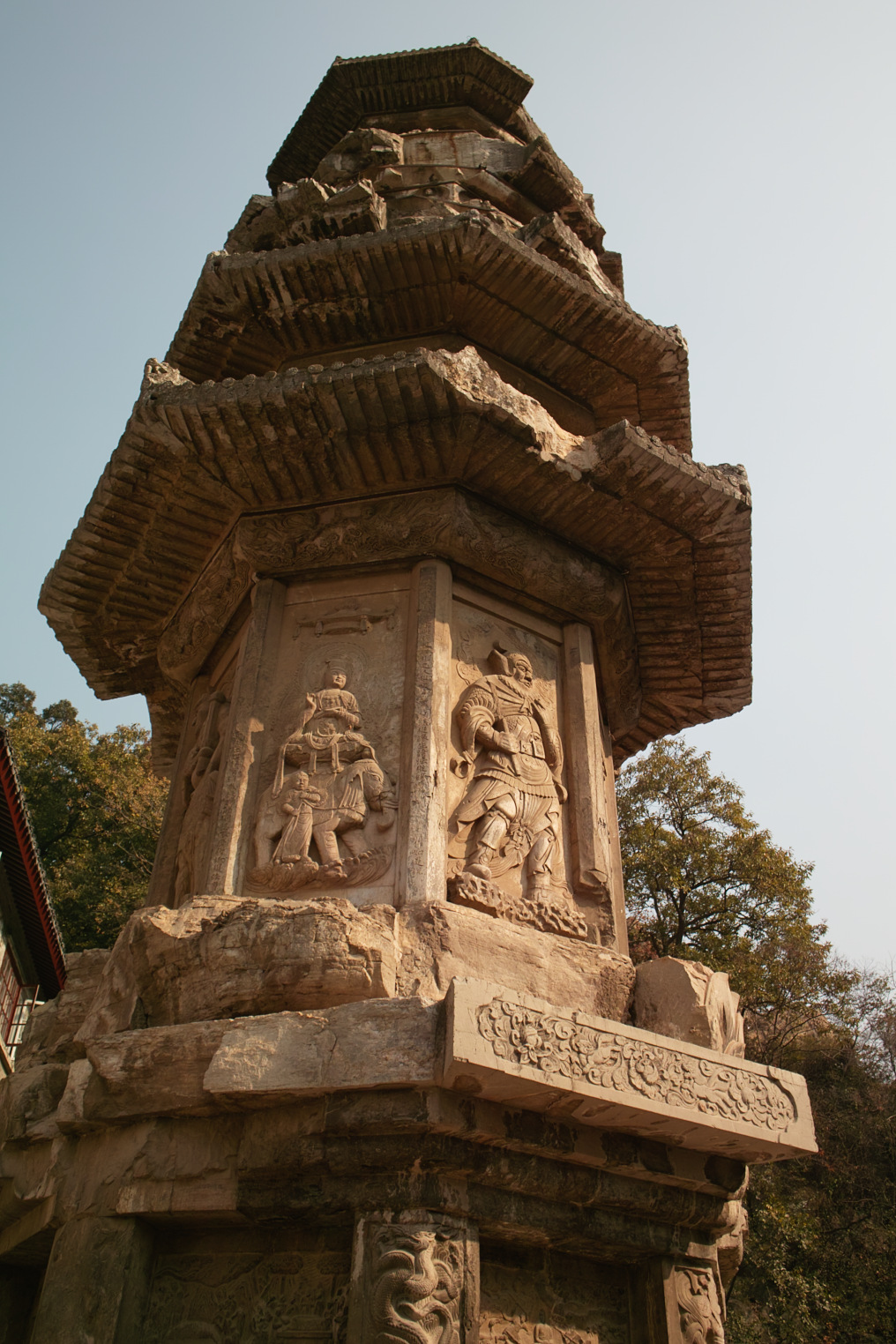
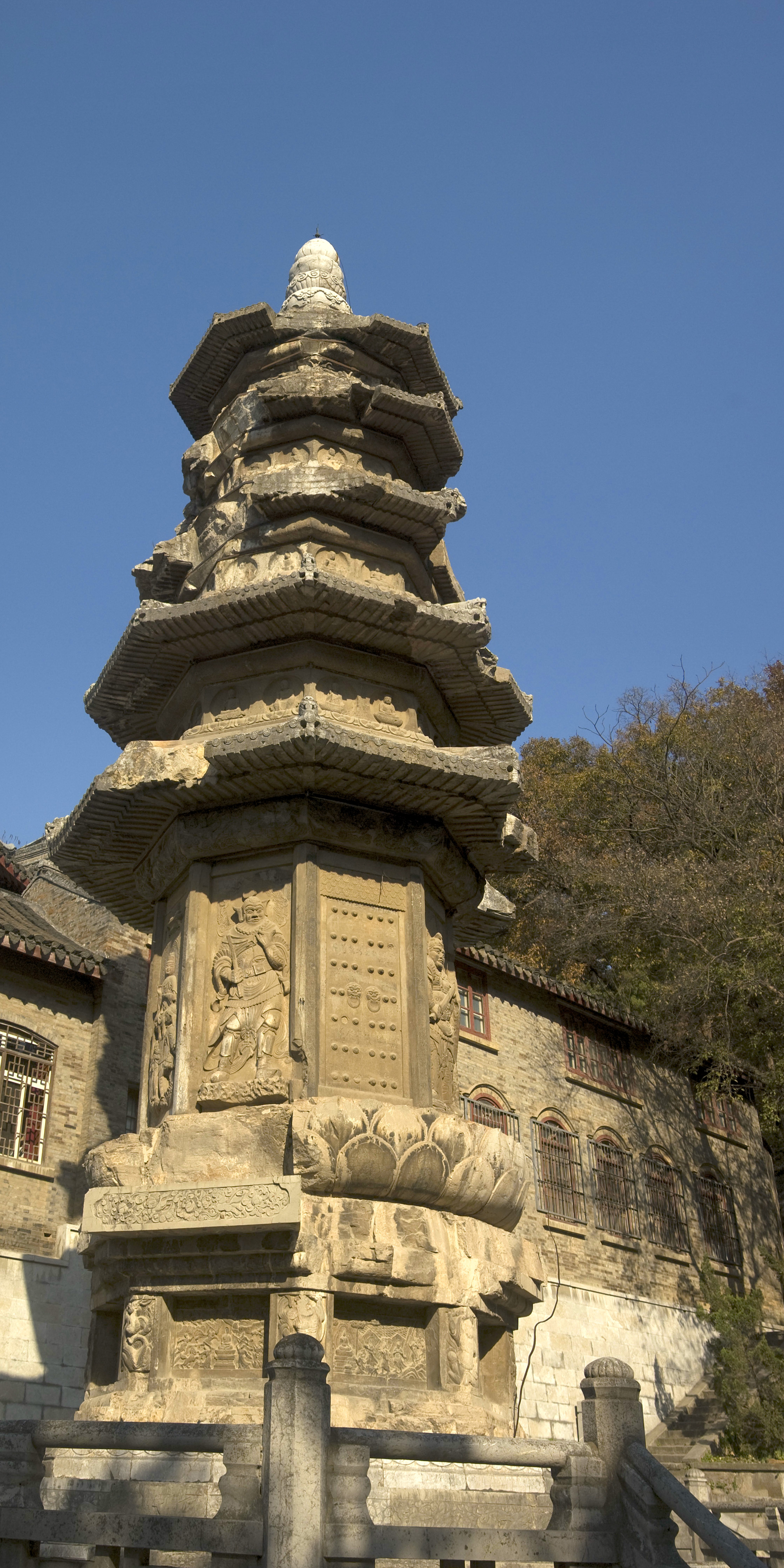